# Sura
Sura (rusky Сура, čuvašsky Сăр, mordvinsky Сура лей, marijsky Шур эҥер) je řeka v Uljanovské, v Penzenské a v Nižněnovgorodské oblasti a v Mordvinské, v Čuvašské a v Marijské republice v Rusku. Je dlouhá 841 km. Povodí řeky má rozlohu 67 500 km².

## Průběh toku
Pramení v Povolžské vrchovině a teče přes ní nejprve na západ a níže převážně na sever. Ústí zprava do Volhy (povodí Kaspického moře) na 2064 říčním kilometru.

### Přítoky
- zprava – Inza, Baryš
- zleva – Uza, Alatyr, Pjana

## Vodní režim
Zdrojem vody jsou převážně sněhové srážky. Průměrný roční průtok vody v ústí činí 260 m³/s. Ve vzdálenosti 63 km od ústí je to průměrně 253 m³/s, maximálně 7240 m³/s a minimálně 10,5 m³/s, přičemž minimum nastává během ledna až března a maximum během dubna a května. Zamrzá v listopadu až v prosinci a rozmrzá na konci března až v dubnu.

## Využití
Na dolním toku splavná pro vodáky a je na ní možná vodní doprava. Využívá se na zásobování průmyslu vodou. Leží na ní města Sursk, Penza, Alatyr, Jadrin a v ústí se nachází přístav Vasilsursk.